# Manuel Pavía

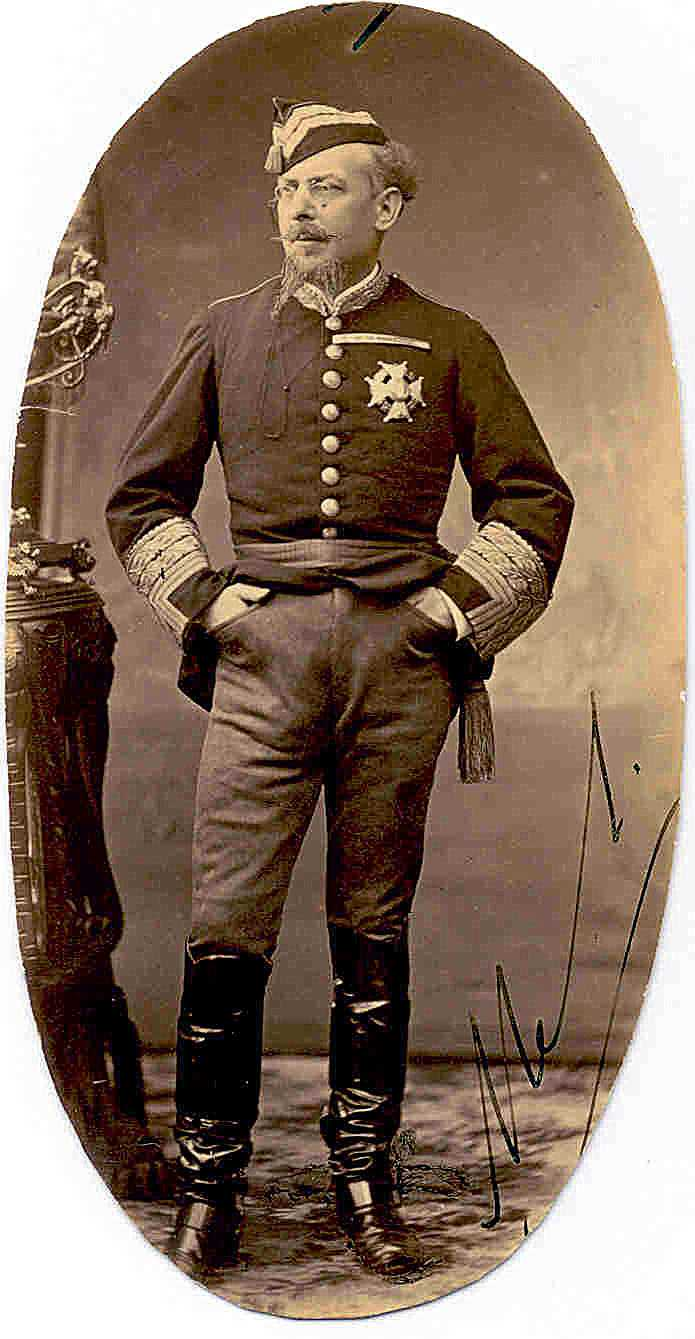
General Manuel Pavía

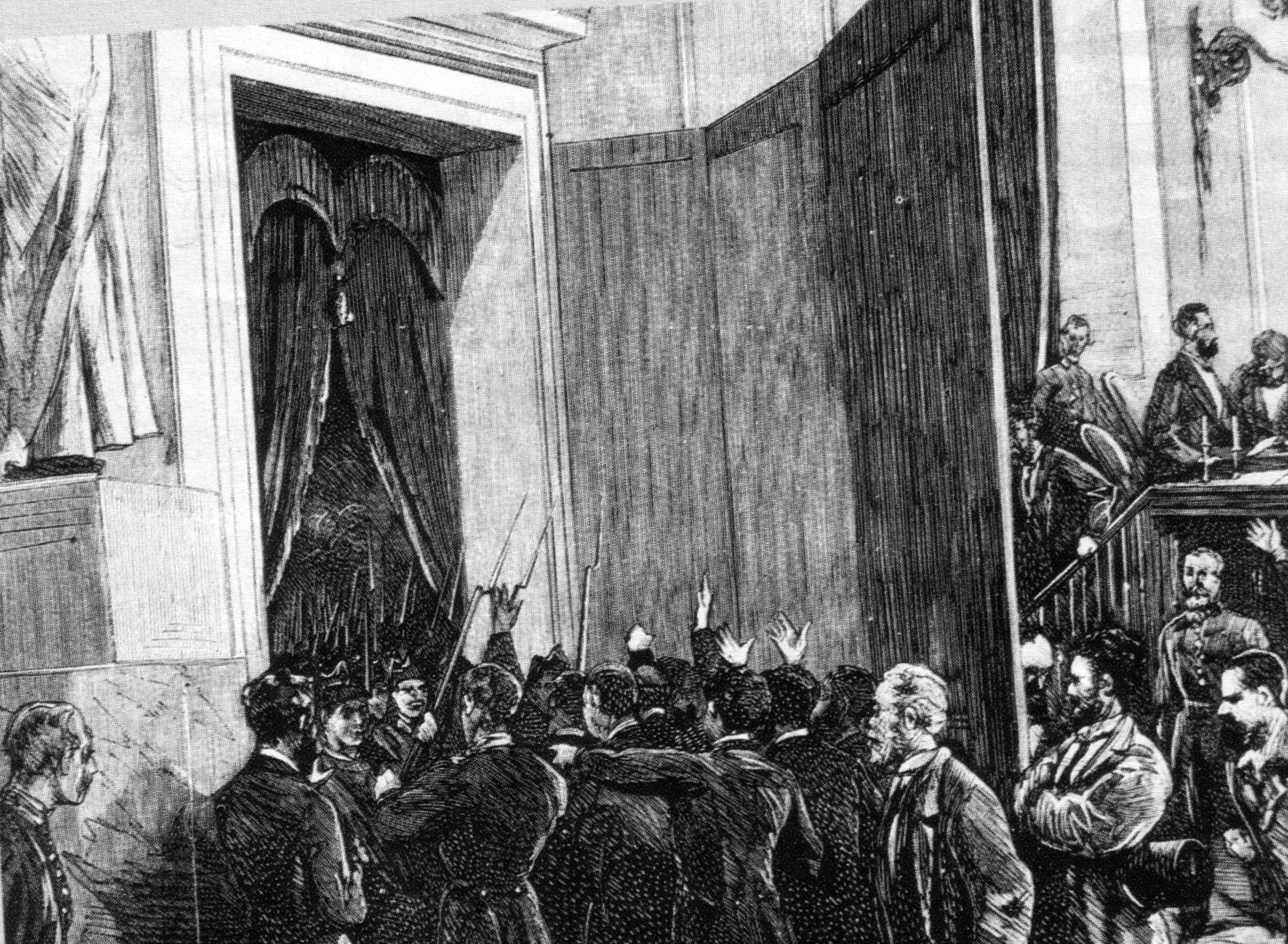
Pavías Truppen dringen in die Cortes ein

Manuel Pavía y Rodríguez de Alburquerque (* 2. August 1827 in Cádiz; † 4. Januar 1895 in Madrid) war ein spanischer General, dessen Staatsstreich die Erste Spanische Republik beendete.

## Leben
Er nahm 1866 am „Putsch von Villarejo“ unter dem Befehl Juan Prims teil und ging nach dessen Fehlschlag für zwei Jahre ins Exil. Nach der Revolution von 1868, die Isabella II. ihren Thron kostete, kehrte er nach Spanien zurück. Nach der Abdankung von König Amadeus I. und der Ausrufung der Ersten Republik kämpfte er als Gegner jeder Form des Separatismus gegen die Karlisten in Navarra und gegen die Kantonalisten in Andalusien.
Unter der Präsidentschaft Emilio Castelars wurde er zum Generalkapitän der Region Neukastilien (und somit auch von Madrid) ernannt. Als am 3. Januar 1874  Emilio Castelar die Vertrauensfrage stellte und verlor, löste Pavía, aus Angst radikale Republikaner könnten die Macht übernehmen, die Cortes auf und beendete so die Erste Spanische Republik.
Nach diesem Staatsstreich versammelte Pavía alle politischen Parteien bis auf die Kantonalisten und Karlisten und bildete eine Regierung der nationalen Sammlung, die die Regierungsgewalt auf General Francisco Serrano Domínguez übertrug. Dieser regierte die Erste Spanische Republik diktatorisch bis zu ihrer offiziellen Auflösung.
Zwischen 1880 und 1881 war Pavía Generalkapitän von Katalonien und zwischen 1885 und 1886 wieder von Neukastilien, wo er den Aufstand von Villacampa niederschlug.